# Sở Giao dịch Chứng khoán Thành phố Hồ Chí Minh
Sở Giao dịch Chứng khoán Thành phố Hồ Chí Minh (HOSE, HoSE hoặc HSX), trước đây là Trung tâm Giao dịch Chứng khoán Thành phố Hồ Chí Minh (HoSTC), là một sàn giao dịch chứng khoán tại Thành phố Hồ Chí Minh, Việt Nam. Nó được thành lập vào năm 1998 theo Quyết định số 127/1998/QD-TTg của Thủ tướng Chính phủ Việt Nam. Trung tâm Giao dịch Chứng khoán TP.HCM chính thức khai trương vào ngày 20/7/2000 và giao dịch lần đầu tiên vào ngày 28/7/2000 với 2 công ty niêm yết và 6 công ty chứng khoán thành viên.
Tòa nhà của Sở Giao dịch Chứng khoán Thành phố Hồ Chí Minh là một công trình kiến trúc được xây dựng từ thời Pháp thuộc. Nơi đây vốn là trụ sở của Phòng Thương mại Sài Gòn (Chambre de commerce de Saïgon). Đến năm 1957, tòa nhà được bàn giao cho chính phủ Việt Nam Cộng hòa và được gọi là Hội trường Diên Hồng, là nơi tổ chức hội nghị của chính quyền bấy giờ. Từ năm 1967, Hội trường Diên Hồng trở thành trụ sở của Thượng nghị viện Việt Nam Cộng hòa. Sau năm 1975, tòa nhà tạm thời là trụ sở của một số cơ quan và đơn vị thuộc chính quyền Thành phố Hồ Chí Minh. Đến năm 1999, Ủy ban nhân dân Thành phố Hồ Chí Minh quyết định bàn giao tòa nhà làm trụ sở của Trung tâm Giao dịch Chứng khoán.
Theo Quyết định số 599/2007/QD-TTg của Thủ tướng Chính phủ năm 2007, Trung tâm Giao dịch Chứng khoán TP.HCM được chuyển đổi thành Sở Giao dịch Chứng khoán TP.HCM, với vốn điều lệ ban đầu là 1.000 tỷ đồng và Bộ Tài chính là chủ sở hữu đại diện cho cơ quan. Vốn điều lệ được điều chỉnh lên 2.000 tỷ đồng vào năm 2015.
Thủ tướng Chính phủ đã ban hành Quyết định số 37/2020/QD-TTg ngày 23/12/2020 về việc thành lập Sở Giao dịch Chứng khoán Việt Nam. Theo đó, Sở giao dịch chứng khoán Hà Nội và Sở giao dịch chứng khoán TP.HCM trở thành công ty con do Sở giao dịch chứng khoán Việt Nam sở hữu 100% vốn điều lệ.

## Tổng thể
Sở giao dịch chứng khoán Việt Nam được thành lập dưới hình thức công ty trách nhiệm hữu hạn một thành viên nhằm tổ chức thị trường giao dịch chứng khoán. Vốn điều lệ 3.000 tỷ đồng do Nhà nước nắm giữ. Có tài khoản tại Kho bạc Nhà nước và các ngân hàng thương mại trong nước kinh doanh bằng đồng Việt Nam và ngoại tệ. Theo luật pháp quốc gia, sàn giao dịch được giao nhiệm vụ thực hiện các chế độ tài chính, báo cáo thống kê, kế toán và kiểm toán.

## Nhiệm vụ và quyền hạn
Sau đây là nhiệm vụ, quyền hạn của cơ quan theo Điều lệ tổ chức và hoạt động của Sở Giao dịch Chứng khoán Thành phố Hồ Chí Minh ban hành kèm theo Quyết định số 07/QD-HDTV ngày 09 tháng 7 năm 2021:
- Tổ chức và vận hành thị trường giao dịch chứng khoán, hệ thống đấu giá chứng khoán, chứng chỉ quỹ, chứng quyền có bảo đảm và thị trường giao dịch chứng khoán khác
- Tạm dừng giao dịch nếu có biến động bất thường về giá và khối lượng giao dịch để bảo vệ quyền, lợi ích, sự an toàn và ổn định của nhà đầu tư
- Phê duyệt, thay đổi hoặc hủy danh sách
- Đăng ký giao dịch chứng khoán
- Giám sát việc công bố thông tin của công ty niêm yết
- Cung cấp hạ tầng công nghệ cho thị trường chứng khoán
- Kiểm tra, xử lý vi phạm đối với công ty niêm yết và công ty đăng ký giao dịch

## Sản phẩm

### Giao dịch
Hiện nay, Sở Giao dịch chứng khoán TP.HCM đang kinh doanh các sản phẩm chứng khoán như cổ phiếu, chứng chỉ quỹ đóng, chứng chỉ quỹ ETF, chứng quyền có bảo đảm.
Tính đến hết ngày 30/6/2021, công ty có 488 sản phẩm chứng khoán kinh doanh niêm yết, bao gồm 385 cổ phiếu, 2 chứng chỉ quỹ đóng, 7 chứng chỉ quỹ ETF, 65 chứng quyền có bảo đảm và 29 trái phiếu. Trong đó bao gồm hơn 103,88 tỷ cổ phiếu niêm yết, giá trị vốn niêm yết hơn 5,28 triệu tỷ đồng.

### Chỉ số

#### VN-Index
VNIndex là chỉ số đầu tiên của thị trường chứng khoán Việt Nam. Nó so sánh giá trị hiện tại của vốn thị trường với giá trị cơ bản của vốn thị trường. Giá trị vốn thị trường được tính bằng công thức chỉ số được điều chỉnh trong các kịch bản như niêm yết mới, hủy niêm yết, thay đổi vốn niêm yết. Công thức tính VNIndex: (Giá trị thị trường hiện tại/ Giá trị thị trường cơ sở) x 100